# Diplocoelus brunneus
Diplocoelus brunneus is een keversoort uit de familie houtskoolzwamkevers (Biphyllidae). De wetenschappelijke naam van de soort werd in 1863 gepubliceerd door John Lawrence LeConte.